# Поляки (Псковская область)
Поляки — деревня в Островском районе Псковской области. Входит в состав Островской волости.
Расположена на берегу реки Стебня (правый приток Великой), в 15 км к югу от центра города Остров, восточнее деревни Чертовидово.
| 2001 | 2002 | 2010 | 2013 |
| ---- | ---- | ---- | ---- |
| 6    | ↘4   | ↘3   | ↗5   |

## История
Деревня до апреля 2015 года входила в состав ныне упразднённой Городищенской волости района.